# Río Queiq

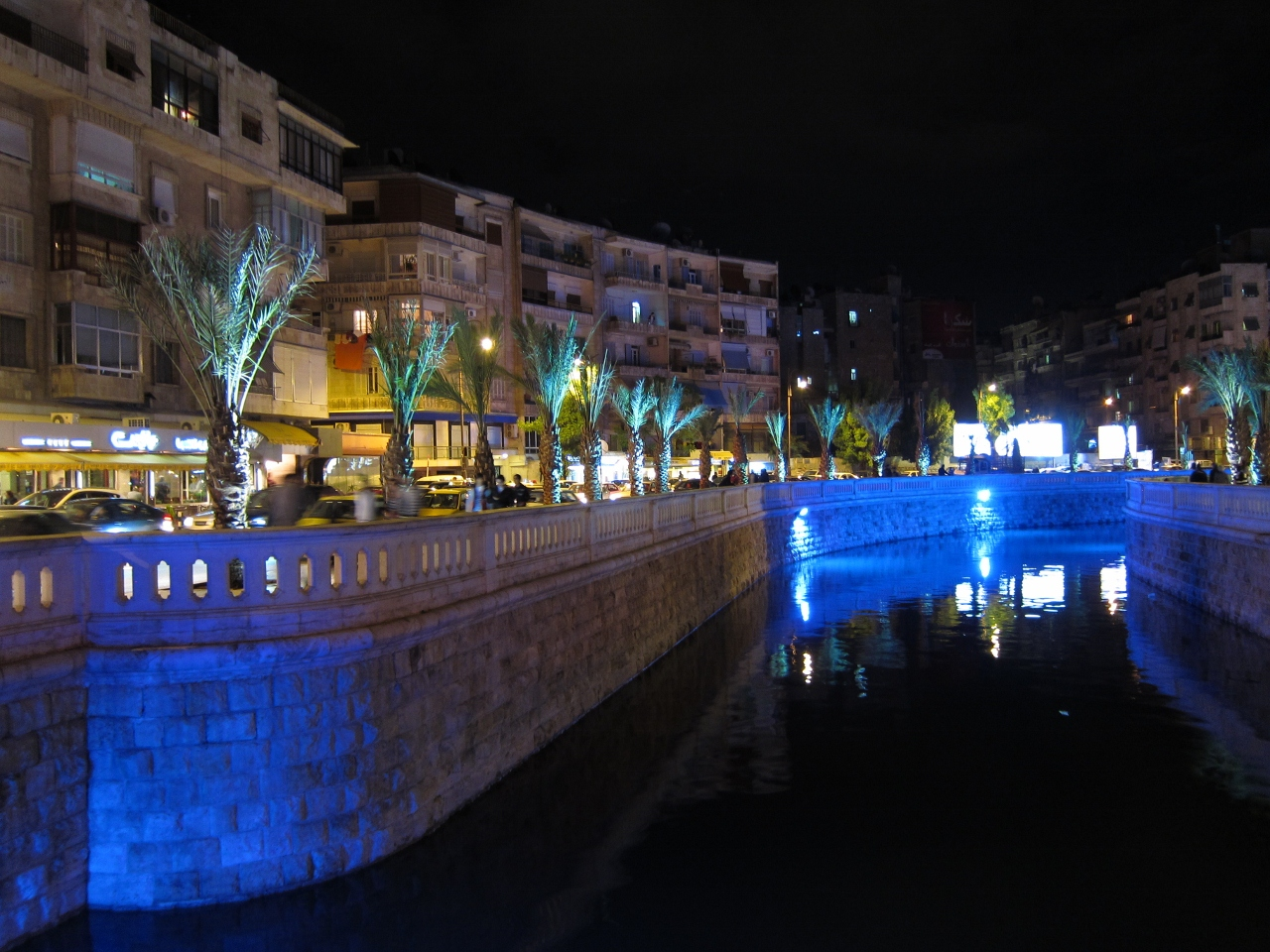
Río Queiq atravesando el centro de Alepo (2011).

El río Queiq (en árabe Estándar Moderno: قويق, Quwayq, [quˈwajq]; en árabe levantino: ʾWēʾ, [ʔwɛːʔ]), antiguamente conocido como Belus (en griego: Βήλος Bēlos) y en Occidente a veces denominado río Alepo, es un río y valle de la Gobernación de Alepo, en Siria y una pequeña porción de Turquía. Tiene aproximadamente 129 km de largo y su caudal es intermitente.
Nace en la meseta de Aintab en el sur de Turquía. Destaca el río Akpınar, en la provincia de Kilis, uno de los primeros afluentes del río Queiq. Una vez en Siria, riega la fértil comarca de Dabiq (مرج دابق Marj Dabiq) y luego fluye hasta la ciudad de Alepo. Siguiendo su cauce se llega al sitio histórico de Qinnasrin. Ahí su cauce se divide a lo largo de la depresión de Matah. El valle ha sido habitado desde hace miles de años y antiguamente el valle del Queiq era reconocido por sus industrias de sílex y cerámica.
El río se secó por completo a fines de la década de 1960, debido a proyectos de riego en el lado turco de la frontera. Recientemente, el agua del Éufrates se ha desviado para revivir el río muerto, y así revivir la agricultura en las llanuras al sur de Alepo, pero muchos sirios siguen resentidos hacia los turcos por su manejo del río.

## Masacre del río Queiq
A fines de enero de 2013, durante la guerra civil siria, los cuerpos de aproximadamente 110 hombres y niños, la mayoría con las manos atadas a la espalda, la boca sellada con cinta adhesiva y heridas de bala en la cabeza, fueron encontrados en los bordes del río en un parte de Alepo controlada por las fuerzas de oposición. Muy pocas de las víctimas tenían más de 30. Muchas víctimas mostraban signos de tortura. Human Rights Watch informó que los familiares de muchas de las víctimas declararon que fueron vistos por última vez en un área controlada por el gobierno o después de que se dispusieron a cruzar el área a través de dos puntos de control, uno tripulado por las fuerzas de oposición y el otro por las fuerzas gubernamentales. La mayoría de las familias entrevistadas por Human Rights Watch insistieron en que las víctimas no habían estado involucradas con la oposición armada ni habían participado activamente en manifestaciones. Dijeron, en muchos casos, que las víctimas eran comerciantes. Algunos tenían tiendas en el área controlada por el gobierno pero vivían en el área controlada por la oposición, y otros cruzaban regularmente al área controlada por el gobierno para comprar suministros que vendían en mercados en el área controlada por la oposición. Se cree que las víctimas fueron detenidas, torturadas, ejecutadas y arrojadas por las fuerzas gubernamentales al río durante un período de varias semanas. Los cuerpos flotaron río abajo desde una parte del río controlada por el gobierno hasta una parte controlada por los rebeldes en el distrito alepino de Bustan al-Qasr. Los cuerpos solo se hicieron evidentes cuando las altas aguas del invierno retrocedieron a fines de enero. En febrero, se bajó una rejilla desde un puente hacia el río en territorio ocupado por la oposición para ayudar a atrapar otros cuerpos flotando.
Entre febrero y mediados de marzo de 2013, se extrajeron del río entre 80 y 120 cuerpos adicionales. Un promedio de varios cuerpos cada día. La aparición continua de estos cuerpos ha llevado a los lugareños a referirse al río Queiq como «El río de los mártires». En marzo, un equipo de filmación del Canal 4 británico, filmó a residentes que sacaban cuatro cuerpos del río en una sola mañana. A fines de marzo, las autoridades opositoras de Alepo redujeron el nivel del agua en el río para que ya no pudiera transportar cuerpos río abajo. Como resultado, los locales se han librado de la pesca de cadáveres del río.
El Instituto Sirio de Justicia investigó en este caso y celebró una conferencia de prensa para revelar la verdad de ese crimen. Abdulkader Mandou, Gerente Jefe del Instituto Sirio de Justicia, que es un abogado de derechos humanos, está liderando este caso. Espera que puedan presentar este expediente a un tribunal internacional como parte de la justicia de transición en Siria.

## Galería

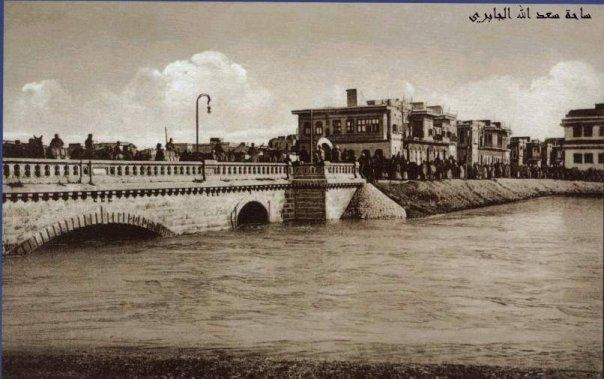
La inundación del Queiq en febrero 1922.
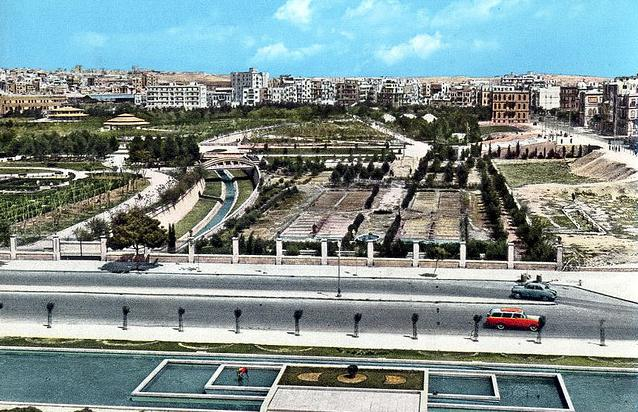
El río cruzando un parque público de Alepo en 1950.
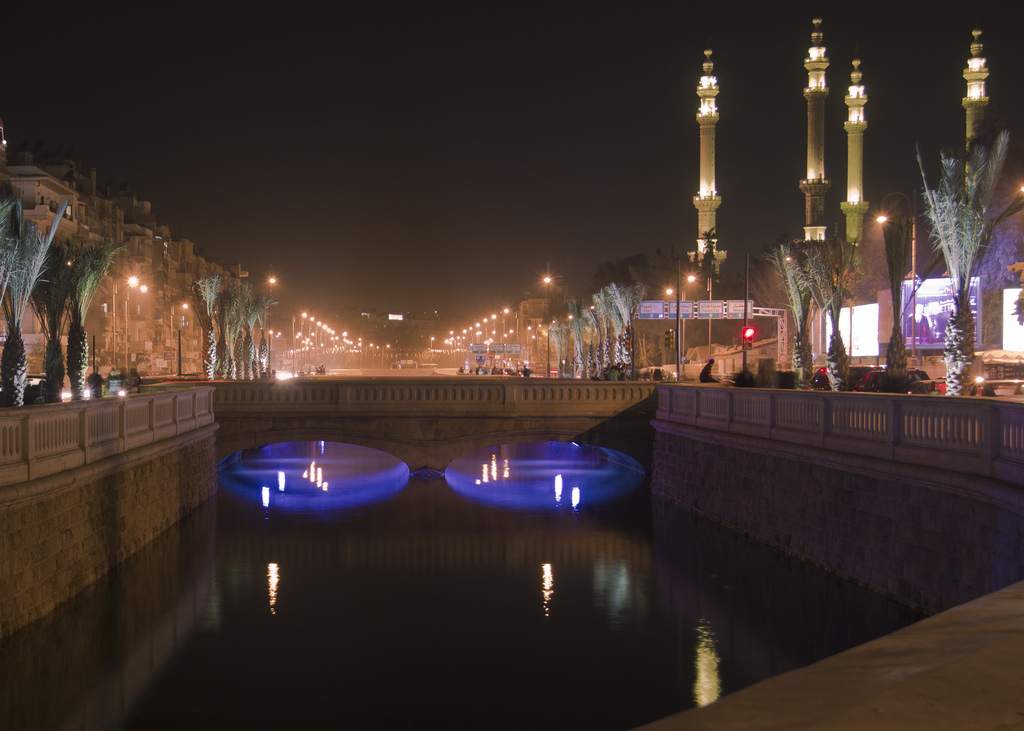
El río en el centro de Alepo, en 2010.